# دیمیتار دیموف
دیمیتار دیموف (بلغاری: Димитьр Димов Пенчев؛ زادهٔ ۱۳ دسامبر ۱۹۳۷) بازیکن فوتبال اهل بلغارستان بود.
وی همچنین در تیم ملی فوتبال بلغارستان بازی کرده‌است.